# Likhu Chuli
Der Likhu Chuli (auch Pig Pherago Shar) ist ein vergletscherter Berg im Himalaya in der Gebirgsgruppe Rolwaling Himal.
Der 6719 m hohe Likhu Chuli liegt an der Grenze der nepalesischen Verwaltungszonen Janakpur und Sagarmatha. Der Likhu Chuli befindet sich 43 km südwestlich vom Mount Everest.
Der Likhu Chuli liegt auf einem in Nord-Süd-Richtung verlaufenden Bergkamm. 5,61 km weiter nördlich erhebt sich der Tengi Ragi Tau (6943 m), 6,81 km südsüdöstlich der Numbur (6958 m).  
Aufgrund einer Schartenhöhe von knapp 500 m gilt der Likhu Chuli nicht als „eigenständiger Berg“. 1,74 km weiter westlich befindet sich der 6660 m hohe Likhu Chuli West (Pig Pherago Nup),
3,12 km nördlich der Trekkinggipfel Parchamo (6273 m).
An der Nordwestflanke liegt der Trakardinggletscher, der zum Gletschersee Tsho Rolpa strömt. Am Südhang erstreckt sich der Zurmochegletscher. Am Nordost-Fuß des Berges führt ein Tal nach Osten zum Bergdorf Thame.

## Besteigungsgeschichte
Der Likhu Chuli wurde am 13. November 2013 von der deutschen Alpinistin Ines Papert erstbestiegen. Sie erreichte den Gipfel über die Nord-Nordost-Wand.